# Zlatni globus za najboljeg sporednog glumca
Zlatni globus za najboljeg sporednog glumca prvi je put dodijelila organizacija Hollywood Foreign Press 1944. za izvedbu u filmu objavljenom prethodne godine.

## Dobitnici i nominirani

### 1940-e
| Godina | Dobitnik film                         | Nominirani                    |
| ------ | ------------------------------------- | ----------------------------- |
| 1943.  | Aki Tamiroff – Kome zvono zvoni       |                               |
| 1944.  | Barry Fitzgerald – Idući svojim putem |                               |
| 1945.  | J. Carroll Naish – Odličje za Bennyja |                               |
| 1946.  | Clifton Webb – Oštri rub              |                               |
| 1947.  | Edmund Gwenn – Čudo u 34. ulici       |                               |
| 1948.  | Walter Huston – Blago Sierra Madre    |                               |
| 1949.  | James Whitmore – Bojište              | David Brian – Uljez u prašini |

### 1950-e
| Godina | Dobitnik film                           | Nominirani |
| ------ | --------------------------------------- | --- |
| 1950.  | Edmund Gwenn – Mister 880               | George Sanders – Sve o Evi Erich von Stroheim – Bulevar sumraka                                                                             |
| 1951.  | Peter Ustinov – Quo Vadis               | |
| 1952.  | Millard Mitchell – Mojih šest osuđenika | Kurt Kasznar – Vrijeme sreće Gilbert Roland – Grad iluzija                                                                                  |
| 1953.  | Frank Sinatra – Odavde do vječnosti     | |
| 1954.  | Edmond O'Brien – Bosonoga kontesa       | |
| 1955.  | Arthur Kennedy – Proces                 | |
| 1956.  | Earl Holliman – Čudotvorac              | Eddie Albert – Čajanka na mjesečini Oscar Homolka – Rat i mir Anthony Quinn – Žudnja za životom Eli Wallach – Baby Doll                     |
| 1957.  | Red Buttons – Sayonara                  | Lee J. Cobb – 12 gnjevnih ljudi Sussue Hayakawa – Most na rijeci Kwai Nigel Patrick – Okrug Raintree Ed Wynn – Veliki čovjek                |
| 1958.  | Burl Ives – Velika zemlja               | Harry Guardino – Houseboat David Ladd – Ponosni pobunjenik Gig Young – Učiteljev ljubimac Efrem Zimbalist Jr. – Home Before Dark            |
| 1959.  | Stephen Boyd – Ben-Hur                  | Fred Astaire – Na plaži Tony Randall – Šaputanje na jastuku Robert Vaughn – Mladi iz Philadelphije Joseph Welch – Anatomija jednog umorstva |

### 1960-e
| Godina | Dobitnik film                                   | Nominirani |
| ------ | ----------------------------------------------- | --- |
| 1960.  | Sal Mineo – Egzodus                             | Lee Kinsolving – The Dark at the Top of the Stairs Ray Stricklyn – The Plunderers Woody Strode – Spartak Peter Ustinov – Spartak |
| 1961.  | George Chakins – Priča sa zapadne strane        | Montgomery Clift – Suđenje u Nürnbergu Jackie Gleason – Hazarder Tony Randall – Lover Come Back George C. Scott – Hazarder |
| 1962.  | Omar Sharif – Lawrence od Arabije               | Ed Begley – Slatka ptica mladosti Victor Buono – Što se dogodilo Baby Jane? Harry Guardino – The Pigeon That Took Rome Ross Martin – Experiment In Terror Paul Newman – Pustolovine jednog mladića Cesar Romero – If A Man Answers Telly Savalas – Ptičar iz Alcatraza Peter Sellers – Lolita Harold J. Stone – Izvještaj Chapman |
| 1963.  | John Huston – Kardinal                          | Lee J. Cobb – Come Blow Your Horn Bobby Darin – Captain Newman, M. D. Melvyn Douglas – Hud Hugh Griffith – Tom Jones Paul Mann – Amerika, Amerika Roddy McDowall – Kleopatra Gregory Rozakis – Amerika, Amerika |
| 1964.  | Edmond O'Brien – Jesen Čejena                   | Cyril Delevanti – Noć iguane Stanley Holloway – My Fair Lady Lee Tracy – Vjenčani kum |
| 1965.  | Oskar Werner – Špijun koji je došao iz hladnoće | Red Buttons – Harlow Frank Finlay – Feniksov let Telly Savalas – Bitka kod Bulgea |
| 1966.  | Richard Attenborough – Misija u Kini            | Mako – Misija u Kini John Saxon – Appaloosa George Segal – Tko se boji Virginije Woolf? Robert Shaw – Čovjek za sva vremena |
| 1967.  | Richard Attenborough – Doktor Dolittle          | John Cassavetes – Dvanaestorica žigosanih George Kennedy – Hladnokrvni kažnjenik Michael J. Pollard – Bonnie i Clyde Efrem Zimbalist Jr. – Wait Until Dark |
| 1968.  | Daniel Massey – Zvijezda!                       | Beau Bridges – Za Ivynu ljubav Ossie Davis – Lovci na skalpove Hugh Griffith – The Fixer Hugh Griffith – Oliver! Martin Sheen – U pitanju bijahu ruže |
| 1969.  | Gig Young – Konje ubijaju, zar ne?              | Red Buttons – Konje ubijaju, zar ne? Jack Nicholson – Goli u sedlu Anthony Quayle – Anne od tisuću dana Mitch Vogel – The Reivers |

### 1970-e
| Godina | Dobitnik film                                                           | Nominirani |
| ------ | ----------------------------------------------------------------------- | --- |
| 1970.  | John Mills – Ryanova kći                                                | Chief Dan George – Mali veliki čovjek Trevor Howard – Ryanova kći George Kennedy – Aerodrom John Marley – Ljubavna priča                              |
| 1971.  | Ben Johnson – Posljednja kino predstava                                 | Tom Baker – Nikolaj i Aleksandra Art Garfunkel – Carnal Knowledge Paul Mann – Guslač na krovu Jan-Michael Vincent – Going Home                        |
| 1972.  | Joel Grey – Cabaret                                                     | James Caan – Kum James Coco – Čovjek iz La Manche Alec McGowen – Putovanja s mojom tetom Clive Revill – Avanti!                                       |
| 1973.  | John Houseman – The Paper Chase                                         | Martin Balsam – Ljetne želje, zimski snovi Jack Gliford – Spasite tigra Randy Quaid – Posljednji zadatak Max von Sydow – Egzorcist                    |
| 1974.  | Fred Astaire – Pakleni toranj                                           | Eddie Albert – Zatvorski krug Bruce Dern – Veliki Gatsby John Huston – Kineska četvrt Sam Waterston – Veliki Gatsby                                   |
| 1975.  | Richard Benjamin – Sunčani momci                                        | John Cazale – Pasje poslijepodne Charles Durning – Pasje poslijepodne Henry Gibson – Nashville Burgess Meredith – Sjaj i bijeda Hollywooda            |
| 1976.  | Laurence Olivier – Maratonac                                            | Marty Feldman – Nijemi film Ron Howard – Revolveraš Jason Robards – Svi predsjednikovi ljudi Oskar Werner – Putovanje prokletih                       |
| 1977.  | Peter Firth – Equus                                                     | Mikhail Barišnjikov – Životna prekretnica Alec Guinness – Zvjezdani ratovi, Epizoda 4: Nova nada Jason Robards – Julia Maximilian Schell – Julia      |
| 1978.  | John Hurt – Ponoćni ekspres                                             | Bruce Dern – Povratak veterana Dudley Moore – Foul Play Robert Morley – Who Is Killing the Great Chefs Of Europe Christopher Walken – Lovac na jelene |
| 1979.  | Melvyn Douglas – Dobrodošli, g. Chance Robert Duvall – Apokalipsa danas | Frederick Forrest – Ruža Justin Henry – Kramer protiv Kramera Laurence Olivier – Mala romansa                                                         |

### 1980-e
| Godina | Dobitnik film                               | Nominirani |
| ------ | ------------------------------------------- | --- |
| 1980.  | Timothy Hutton – Obični ljudi               | Judd Hirsch – Obični ljudi Joe Pesci – Razjareni bik Jason Robards – Melvin i Howard Scott Wilson – Deveta konfiguracija                                                           |
| 1981.  | John Gielgud – Arthur                       | James Coco – Only When I Laugh Jack Nicholson – Crveni Howard E. Rollins Jr. – Ragtime Orson Welles – Leptir                                                                       |
| 1982.  | Louis Gossett Jr. – Časnik i gospodin       | Raul Julia – Tempest David Keith – Časnik i gospodin James Mason – Presuda Jim Metzler – Tex                                                                                       |
| 1983.  | Jack Nicholson – Vrijeme nježnosti          | Steven Bauer – Lice s ožiljkom Charles Durning – Biti ili ne biti Gene Hackman – Pod paljbom Kurt Russell – Silkwood                                                               |
| 1984.  | Haing S. Ngor – Polja smrti                 | Adolph Caesar – Vojnikova priča Richard Crenna – The Flamingo Kid Jeffrey Jones – Amadeus Noriyuki Pat Morita – Karate Kid                                                         |
| 1985.  | Klaus Maria Brandauer – Moja Afrika         | Joel Grey – Remo Williams – avantura počinje John Lone – Godina zmaja Eric Roberts – Pomahnitali vlak Eric Stoltz – Maska                                                          |
| 1986.  | Tom Berenger – Vod smrti                    | Michael Caine – Hannah i njezine sestre Dennis Hopper – Hoosiers Dennis Hopper – Plavi baršun Ray Liotta – Divlja djevojka                                                         |
| 1987.  | Sean Connery – Nedodirljivi                 | Richard Dreyfuss – Nuts R. Lee Ermey – Full Metal Jacket Morgan Freeman – Street Smart Rob Lowe – Square Dance                                                                     |
| 1988.  | Martin Landau – Tucker: Čovjek i njegov san | Alec Guinness – Mala Dorritova Neil Patrick Harris – Clarino srce Raul Julia – Mjesec iznad Paradora Lou Diamond Phillips – Stoj i dostavljaj River Phoenix – Na izmaku snaga      |
| 1989.  | Denzel Washington – Rat za slavu            | Danny Aiello – Učini pravu stvar Marlon Brando – Suha sezona Sean Connery – Indiana Jones i posljednji križarski rat Martin Landau – Zločini i prekršaji Bruce Willis – In Country |

### 1990-e
| Godina | Dobitnik film                      | Nominirani |
| ------ | ---------------------------------- | --- |
| 1990.  | Bruce Davison – Longtime Companion | Armand Assante - Q & A Hector Elizondo – Zgodna žena Andy Garcia – Kum III Graham Greene – Ples s vukovima Al Pacino – Dick Tracy Joe Pesci – Dobri momci                         |
| 1991.  | Jack Palance – Gradski kauboji     | Ned Beatty – Čuj moju pjesmu John Goodman – Barton Fink Harvey Keitel – Bugsy Ben Kingsley – Bugsy                                                                                |
| 1992.  | Gene Hackman – Nepomirljivi        | Jack Nicholson – Malo dobrih ljudi Chris O'Donnell – Miris žene Al Pacino – Glengarry Glen Ross David Paymer – Mr. Saturday Night                                                 |
| 1993.  | Tommy Lee Jones – Bjegunac         | Leonardo DiCaprio – Što muči Gilberta Grapea Ralph Fiennes – Schindlerova lista John Malkovich – Na vatrenoj liniji Sean Penn – Carlitov način                                    |
| 1994.  | Martin Landau – Ed Wood            | Kevin Bacon – Divlja rijeka Samuel L. Jackson – Pakleni šund Gary Sinise – Forrest Gump John Turturro – Kviz                                                                      |
| 1995.  | Brad Pitt – 12 majmuna             | Ed Harris – Apollo 13 John Leguizamo – To Wong Foo Tim Roth – Rob Roy Kevin Spacey – Privedite osumnjičene                                                                        |
| 1996.  | Edward Norton – Iskonski strah     | Cuba Gooding Jr. – Jerry Maguire Samuel L. Jackson – Vrijeme ubojstva Paul Scofield – Vještice iz Salema James Woods – Duhovi Mississippija                                       |
| 1997.  | Burt Reynolds – Kralj pornića      | Rupert Everett – Vjenčanje moje najbolje prijateljice Anthony Hopkins – Amistad Greg Kinnear – Bolje ne može Jon Voight – Čudotvorac Robin Williams – Dobri Will Hunting          |
| 1998.  | Ed Harris – Trumanov Show          | Robert Duvall – Građanska parnica Bill Murray – Tajkun iz Rushmorea Geoffrey Rush – Zaljubljeni Shakespeare Donald Sutherland – Bez granica Billy Bob Thornton – Jednostavan plan |
| 1999.  | Tom Cruise – Magnolija             | Michael Caine – Kućna pravila Michael Clarke Duncan – Zelena milja Jude Law – Talentirani gospodin Ripley Haley Joel Osment – Šesto čulo                                          |

### 2000-e
| Godina | Dobitnik film                         | Nominirani |
| ------ | ------------------------------------- | --- |
| 2000.  | Benicio del Toro – Traffic            | Jeff Bridges – Kandidat Willem Dafoe – U sjeni vampira Albert Finney – Erin Brockovich Joaquin Phoenix – Gladijator                                                          |
| 2001.  | Jim Broadbent – Iris                  | Steve Buscemi – Svijet duhova Hayden Christensen – Život kao kuća Ben Kingsley – Posljednja pljačka Jude Law – Umjetna inteligencija Jon Voight – Ali                        |
| 2002.  | Chris Cooper – Adaptacija             | Ed Harris – Sati Paul Newman – Put do uništenja Dennis Quaid – Daleko od raja John C. Reilly – Chicago                                                                       |
| 2003.  | Tim Robbins – Mistična rijeka         | Alec Baldwin – Cooler William H. Macy – Utrka života Peter Sarsgaard – Razbijeno staklo Ken Watanabe – Posljednji samuraj                                                    |
| 2004.  | Clive Owen – Bliski odnosi            | David Carradine – Kill Bill Vol. 2 Thomas Haden Church – Stranputica Jamie Foxx – Collateral Morgan Freeman – Djevojka od milijun dolara                                     |
| 2005.  | George Clooney – Syriana              | Matt Dillon – Fatalna nesreća Will Ferrell – Producenti Paul Giamatti – Cinderella Man Jake Gyllenhaal – Planina Brokeback Bob Hoskins – Gđa. Henderson predstavlja          |
| 2006.  | Eddie Murphy – Komadi iz snova        | Ben Affleck – Hollywoodland Jack Nicholson – Pokojni Brad Pitt – Babel Mark Wahlberg – Pokojni                                                                               |
| 2007.  | Javier Bardem – Nema zemlje za starce | Casey Affleck – Ubojstvo Jesseja Jamesa od kukavice Roberta Forda Philip Seymour Hoffman – Rat Charlieja Wilsona John Travolta – Lak za kosu Tom Wilkinson – Michael Clayton |
| 2008.  | Heath Ledger – Vitez tame             | Tom Cruise – Tropska grmljavina Robert Downey, Jr. – Tropska grmljavina Ralph Fiennes – Vojvotkinja Philip Seymour Hoffman – Sumnja                                          |
| 2009.  | Christoph Waltz – Nemilosrdni gadovi  | Matt Damon – Invictus Woody Harrelson – The Messenger Christopher Plummer – The Last Station Stanley Tucci – The Lovely Bones                                                |

### 2010-e
| Godina | Dobitnik film                                  | Nominirani |
| ------ | ---------------------------------------------- | --- |
| 2010.  | Christian Bale – Boksač                        | Michael Douglas – Wall Street: Novac nikad ne spava Andrew Garfield – Društvena mreža Jeremy Renner – Grad lopova Geoffrey Rush – Kraljev govor       |
| 2011.  | Christopher Plummer – Početnici                | Kenneth Branagh – Moj tjedan s Marilyn Albert Brooks – Vožnja Jonah Hill – Igra pobjednika Viggo Mortensen – Opasna metoda                            |
| 2012.  | Christoph Waltz – Odbjegli Django              | Tommy Lee Jones – Lincoln Alan Arkin – Argo Leonardo DiCaprio – Odbjegli Django Philip Seymour Hoffman – Gospodar                                     |
| 2013.  | Jared Leto – Poslovni klub Dallas              | Barkhad Abdi – Kapetan Phillips Daniel Brühl – Utrka života Bradley Cooper – Američka prevara Michael Fassbender –12 godina ropstva                   |
| 2014.  | J. K. Simmons – Ritam ludila                   | Robert Duvall – Sudac Ethan Hawke – Odrastanje Edward Norton – Birdman Mark Ruffalo –Foxcatcher: Priča koja je šokirala svijet                        |
| 2015.  | Sylvester Stallone – Creed                     | Paul Dano – Ljubav i milost Idris Elba – Zvijeri bez nacije Mark Rylance – Most špijuna Michael Shannon –99 domova                                    |
| 2016.  | Aaron Taylor-Johnson – Pod okriljem noći       | Mahershala Ali – Moonlight Jeff Bridges – Pod svaku cijenu Simon Helberg – Florence Foster Jenkins Dev Patel –Lav                                     |
| 2017.  | Sam Rockwell – Tri plakata izvan grada         | Willem Dafoe – Projekt Florida Armie Hammer – Skrivena ljubav Richard Jenkins – Oblik vode Christopher Plummer –Sav novac svijeta                     |
| 2018.  | Mahershala Ali – Zelena knjiga: Vodič za život | Timothée Chalamet – Lijepi dječak Adam Driver – Crni član Ku Klux Klana Richard E. Grant – Možeš li mi ikada oprostiti? Sam Rockwell –Čovjek iz sjene |